# Mollerussa (kommun)
Mollerussa är en kommun i Spanien.   Den ligger i provinsen Província de Lleida och regionen Katalonien, i den östra delen av landet, 400 km öster om huvudstaden Madrid. Antalet invånare är 14 729. Arean är 7,1 kvadratkilometer. Mollerussa gränsar till El Palau d'Anglesola, Vila-sana, Golmés, Miralcamp, Torregrossa och Fondarella. 
Terrängen i Mollerussa är platt.